# Asas-Vulkanfeld
Das Asas-Vulkanfeld (russisch Азас) liegt in Tuwa westlich des Baikalsees und nördlich der Grenze zur Mongolei. Mehrere Schlackenkegel befinden sich auf dem Hochplateau, welches eine Fläche von etwa 2000 Quadratkilometern bedeckt. Die auffälligste Erscheinung des Gebietes ist der 2769,8 Meter hohe Schichtvulkan Schiwit-Taiga, dessen zwei Gipfelkrater einst Lavaseen enthielten. Der Schildvulkan Derbi-Taiga hat eine Höhe von 2652,6 Metern. Mehrere Schlackenkegel sowie basaltische Lavaströme entstanden im Holozän. Es sind keine gesicherten wissenschaftlichen Daten über den letzten Ausbruch bekannt.